# Apulijska romanika
Apulijska romanika je umetniška kultura, ki se je v Apuliji razvila med 11. in prvo polovico 13. stoletja, zlasti v arhitekturi, kiparstvu in umetnosti mozaikov.
Ta slog je vključeval like romanske umetnosti, ki so jo razvili v drugih območjih Evrope (Francija, Provansa, Normandija, Nemčija, severna Španija) in Italije (Lombardija, Pisa), ki jih je sestavil z elementi bizantinske in arabske umetnosti tistega časa ter jih predelal v svojevrstne in v mnogih pogledih avtonomne sheme.
Ena glavnih kulturnih komponent te arhitekture je nordijska in je povezana z Normani in s pogostim obiskom apulijskih pristanišč romarjev, ki so se odpravljali v Sveto deželo in so bila tudi izhodišče številnih udeležencev prve križarske vojne leta 1090.
Primeri nordijskih znakov, uporabljenih v apulijski romaniki, so stolp z dvojno fasado za baziliko San Nicola di Bari in stavbe, ki izhajajo iz nje, ter poudarjen zagon in navpičnost stolnice v Traniju in njenega stolpa. Tudi skulptura ima normansko komponento, povezano s severno Evropo. Pomemben primer kulturnega konteksta apulijske romanike je dragocen mozaik stolnice v Otrantu s temami, povezanimi z Vikingi in Arturjevim ciklom.

## Arhitektura

### Apulija, Bazilikata in Molize
Značilne znake apulijskega romanskega sloga lahko najdemo ne le v stavbah, zgrajenih v Apuliji, temveč tudi v tistih, ki so bile zgrajene na sosednjih ozemljih, v Bazilikati in Molizeju.

#### Bazilika sv. Nikolaja, Bari
Ena najbolj reprezentativnih stavb je bazilika sv. Nikolaja v Bariju, začeta leta 1087 in dokončana proti koncu 12. stoletja. Zunaj je masivna, kot utrdba, s poudarjenim pročeljem, ki ga ob straneh zapirata dva nedokončana stolpa, okrašena s slepimi arkadamii in z rahlo poudarjeno verando s stebri v obliki vola po langobardskih in emilijanskih modelih.
Motiv dvojnih stolpov se namesto tega nanaša na čezalpske primere in ga je mogoče razložiti tudi z normansko prisotnostjo Altavilla; znaki dveh drugih stolpov so prisotni v zadnjem delu stavbe, kjer se posebna neprekinjena stenska konstrukcija odpre, da zapre tri apside.
Cerkev ima tri ladje, pri čemer sta stranski opremljeni z dodatnimi obokanimi stenami, ki krepijo konstrukcijo; glavna ladja ni zelo dolga in je bila prvotno pokrita z vešalom (paličje). Ženske galerije so najstarejše v južni Italiji in se končajo pri glavnem oltarju, kjer se prostor razširi in tvori transept, ki ne štrli iz pravokotnega tlorisa stavbe: tu je bila predvidena izgradnja osmerokotne kupole, ki bi poudarila, skupaj s stolpi, navpičnost kompleksa. Notranjo prostornost pa ogrožata dva oboka, ki se na višini ženske galerije odpirata v osrednjo ladjo: so ju dodali v 15. stoletju za nadaljnjo krepitev strukture.
Bazilika sv. Nikolaja je predstavljala referenčni model za druge apulijske cerkve z žensko galerijo in paličjem v stropu, kot je stolnica San Sabino v samem Bariju.

#### Stolnica v Traniju
Stolnica v Traniju je pomemben primer in ena najstarejših; gradnja se je začela leta 1099 in končala v 12. stoletju brez zvonika, zgrajenega v naslednjem stoletju. Fasada in volumetrična struktura spominjata na profil sv. Nikolaja v Bariju, čeprav se od njega razlikujeta iz različnih razlogov: fasada ni razdeljena z lizenami; na apsidalni fasadi ni dvojnih stolpov, apside pa niso zaprte, temveč izpostavljene, kar daje učinek velike ekspresivne živahnosti; visok zvonik obkroža zahodno fasado in se naslanja na visok temeljni podstavek, ki ga odpira vitki obokani prehod, z drznim učinkom praznenja podlage.
Zgrajena je bila na prejšnjih sakralnih objektih ob morju; stavba je še danes referenčna točka na obali po zaslugi vidljivosti stolpa, ki doseže višino 58,90 m, ter zaradi svetlobe in sijaja uporabljenega materiala, lokalnega apnenca, znanega kot pietra di Tran. Zahodna in južna fasada imata velika okna rozete, razdeljena na šestnajst oziroma dvanajst delov; fasade zaznamuje harmonična razporeditev številnih in velikih odprtin, ki so fino okrašene z elegantnimi geometrijskimi in naravnimi motivi. Celoten transept krona velik in bogat močno štrleči venec, okrašen s fitozoomorfnimi motivi in konzolami, vklesanimi s figurami iz srednjeveških bestiarijev.
Stolnica v Traniju se od katerega koli drugega primera apulijske romanike razlikuje po razdelitvi celotne stavbe na tri različne nivoje, ki ustrezajo posameznim prostorom, za vsakega pa je značilna lastna popolnost; še en edinstven primer je prisotnost visokega vhodnega podija na pročelju, ki ga je prvotno pokrival portik, porušen v 18. stoletju, od katerega so ostali podporni loki na fasadi, dostopni po dvojnem simetričnem stopnišču in ki omogoča dostop do zgornje cerkve; tu je dragocen marmorni portal iz 12. stoletja, katerega bronasta vrata so pomembno delo kiparja Barisana da Tranija.
Notranjost zgornje cerkve je razdeljena na tri ladje, razdeljene s sedmimi oboki na vsaki strani, ki jih podpirajo povezani stebri; Visoka osrednja ladja in transept sta pokrita z lesenimi vešali, ladje so prekrite s križnimi oboki, na katerih se naslanjajo ženske galerije, ki se na osrednji ladji odpirajo s trojnimi suličastimi okni, poravnanimi s spodnjimi oboki. Na območju prezbiterija so ohranjeni deli mozaika iz 12. stoletja.
Slogovno blizu stolnici v Traniju je tudi stolnica Ruvo di Puglia; kipar Anseramo da Trani je sodeloval pri gradnji romanske faze stolnice Terlizzi; visoko podnožje, ki tvori osnovo zvonika stolnice v Traniju, je zgradil Nicolaus Sacerdos et Magister, isti avtor ambona stolnice v Bitontu; magistri Bertrando in Eustasio iz Tranija sta sodelovala pri gradnji stolnic na dalmatinskem območju.

#### Stolnica v Bitontu
Stolnica v Bitontu je bila zgrajena konec 12. stoletja po vzoru bazilike sv. Nikolaja v Bariju po zrelih oblikah apulijske romanike ; ima večino tipičnih elementov tega sloga in je zato včasih priznana kot njen najbolj popoln izraz. Fasada je z lizenami razdeljena na tri dele in ima po tri portale, med katerimi izstopa osrednji, bogato izklesan s prizori iz Nove zaveze. V zgornjem registru pročelja sta dve stebrasti okni, višje pa je okno rozeta s šestnajstimi kraki, obkroženo s sfingami.
Notranjost ima tloris latinskega križa, razdeljena na tri ladje, ki se končajo s polkrožno apsido. Na straneh osrednje apside, večjih od stranskih, sta dva stebra, ki bi morala podpirati nikoli zgrajeno kupolo. Osrednjo ladjo in transept prekrivajo dragocena lesena vešala s polikromno dekoracijo, stranski ladji, ki ju prekrivajo ženske galerije, pa prekrivajo rebrasti oboki. Ohranjen je znani in dragocen ambon z letnico 1229 in podpisom Nicolausa sacerdos et magister, ki kot parapet uporablja ploščo z reliefnimi figurami, ki jih kritično izročilo, čeprav brez gotovosti, pripisuje likom švabske dinastije.  V odličnem stanju je talni mozaik iz 11. stoletja, ki predstavlja grifona iz opus sektile.

#### Stolnica v Otrantu
Pomemben primer apulijske romanike je tudi stolnica v Otrantu, zgrajena na ostankih rimskega domusa, mesapske vasi in zgodnjekrščanskega templja. V bogoslužje je bila posvečena 1. avgusta 1088 v času papeža Urbana II. V notranjosti je ohranjen pomemben talni mozaik, ki ga je med letoma 1163 in 1166 izdelal bazilijanski menih Pantaleone.

#### Drugi primeri
Druge vplive najdemo v cerkvi Santi Niccolò e Cataldo v Lecceju (1180), v baziliki svetega groba v Barlettu, oboje z burgundskimi vplivi ali v stolnici v Troii (dokončana leta 1119), ki izdaja pizanske vplive v spodnjem registru, armenske na reliefih, sploščenih na arhitravu, muslimanske v kapitelih, bizantinske v bronastih vratih. Edinstven in poseben primer je stolnica v Barlettu, ki predstavlja harmonično in vzbujajočo mešanico romanike in gotike. Pravzaprav prikazuje načrt, ki je lepo razdeljen na precej vitko romansko polovico in pol z apsido, obdano z ambulatorijem (edinstven primer v Apuliji), in oporniki, ki se nadaljujejo zunaj.
Posebne primere apulijske romanike predstavljajo dvoranske cerkve s kupolami v osi; to je primer stolnice San Corrado v Molfetti in drugih cerkva v Traniju. Zlasti v stolnici San Corrado se postavitev dvorane cerkve zlije s postavitvijo kupolaste cerkve, da osvetli edinstveno kompaktno strukturo, ki priča o veliki zrelosti, ki so jo dosegli apulijski mojstri pri gradnji zidanih obokov. Ekscentričen primer v panorami romansko-apulijske arhitekture predstavlja majhna podeželska cerkev Santa Caterina in Conversano (12. stoletje) s štirikrakim tlorisom in osmerokotno lanterno, ki vsebuje majhno notranjo polkroglasto kupolo. Zdi se, da so zgledi v tem primeru bizantinski.
Na območju Salenta so do danes ohranjeni primeri "manj romanike", enostavnejše tako po velikosti kot po arhitekturnih rešitvah v primerjavi s stavbami, postavljenimi v glavnih tranzitnih središčih regije v srednjem veku.
Posebej pomembna je tudi stolnica v Foggii, ki ima celoten spodnji del v čisti romaniki, zgornji pa je prizadet zaradi baročne obnove po silovitem potresu, ki je delno uničil mesto. Zaradi svoje značilnosti je paradni konj celotne Apulije.
Apulijska romanika je prek gibanja umetnikov (kot je Nicola Pisano) privedla do umetniške prenove v drugih delih Italije, ki je vplivala tudi na bližnji Molize v mestu Termoli, ki ima stolnico v romansko-apulijskem slogu z obokom marmornega portala Gargano; v Bazilikati je bila v 13. stoletju zgrajena stolnica v Materi s fasado, na kateri prevladuje okno rozeta s šestnajstimi žarki.
- Cerkev Vallisa v Bariju
- Cerkev San Gregorio v Bariju
- Cerkev Sant'Andrea v Traniju
- Cerkev San Giacomo v Traniju
- Cerkev Ognissanti v Traniju
- Cerkev samostana Santa Maria di Colonna v Traniju
- Cerkev Sant'Adoeno v Bisceglieju
- Cerkev Santa Margherita v Bisceglieju
- Sostolnica Ruvo di Puglia
- Stolnica v Altamuri
- Stolnica v Andrii
- Bazilika Svetega groba v Barletti
- Cerkev San Michele Arcangelo v Bitettu
- Sostolnica Bisceglie
- Sostolnica Santa Maria Assunta (Bovino)
- Stolnica Conversano
- Stolnica v Materi
- Bazilika Santa Caterina v Galatini
- Opatija Santa Maria in Cerrate
- Detajl strani stolnice San Cataldo v Tarantu
- Cerkev San Domenico v Tarantu
- Samostan Santa Maria della Giustizia v Tarantu
- Cerkev San Giovanni al Sepolcro v Brindisiju
- Cerkev San Benedetto v Brindisiju
- Kristusova cerkev (ali razpela) v Brindisiju
- Cerkev Santa Maria del Casale v Brindisiju
- Bazilika Santa Maria di Siponto v Manfredoniji
- Cerkev Santa Maria di Giano v Traniju
- Cerkev Ognissanti di Valenzano
- Cerkev San Francesco v Traniju
- Cerkev San Leonardo di Siponto v Manfredoniji
- Stolnica Molfetta
- Mavzolej Boemondo v baziliki San Sabino in Canosa
- Cerkev Santa Maria a Mare na otokih Tremiti
- Svetišče San Michele Arcangelo v Monte Sant'Angelo
- Cerkev Santa Maria Maggiore v Monte Sant'Angelo
- Krstilnica San Giovanni in Tumba, znana tudi kot Rotarijeva grobnica v Monte Sant'Angelu

### Dalmacija
Stiki Apulije z Dalmacijo, zlasti med 12. in 13. stoletjem, so bili razvidni z arhitekturnega vidika. Pravzaprav iz tega obdobja izvirajo vplivi apulijske umetnosti, ki se počasi širijo proti notranjosti.
Med najpomembnejšimi primeri je Trogirska stolnica, posvečena sv. Lovrencu in zgrajena od 13. stoletja na ostankih antične bazilike po romansko-gotskih kanonih. Notranjost je imela strop osrednje ladje v lesu, ladje pa so prekrivali križni oboki, značilni za apulijske cerkve. Zunanje stene krasi vrsta slepih arkad. Najpomembnejše delo cerkve je nedvomno Radovanov portal, zgrajen leta 1240. Je, bogato izrezljan, najpomembnejši primer romanskega kiparstva v Dalmaciji. Sestavljen je iz štirih delov: na zunanji strani, na podboju, sta skulpturi Adama in Eve, podprta z levi, v notranjosti pa so številni reliefi s prizori vsakdanjega življenja, organiziranimi v mesečnem koledarju in prizori lova; v sredini so prizori iz Kristusovega življenja (od Oznanjenja do Vstajenja), razporejeni v lokih okrog timpanona; končno je v timpanonu predstavljeno Kristusovo rojstvo.
Nič manj pomembna ni Zadarska stolnica. Posvečena sveti Anastaziji, sega v 13. stoletje, na zunanji strani pa jo zaznamuje vrsta slepih obokanih niš na obeh straneh in na sprednji strani, kjer ima tudi dve okni rozeti z radialnimi stebri in tri portale. Notranjost ima tri ladje, s tankimi stebri, ki podpirajo galerijo in figurativnimi bas reliefi.
Omembe vredna je tudi stolnica Cattaro: njen zvonik spominja na zvonik cerkve sv. Nikolaja v Bariju.Uničena cerkev v Raguzi je imela tudi slepe arkade na stranskih stenah, podobne tistim v Bitontu in Bariju. Cerkev v Bariju Jurija Barskega in Splitske stolnice, kjer so ohranjena lesena vrata Andrije Buvine okoli leta 1220.
- Stolnica Cattaro
- Stolnica Traù

## Kiparstvo
Iz tega obdobja je ostalo nekaj pomembnih kiparskih pričevanj, kot je škofovski stol stolnice Canosa, ki ga je podpisal Romoaldo in ki je bil izklesan med letoma 1078 in 1089 ali tako imenovani stol opata Elia v baziliki sv. Nikolaja v Bariju, sega v leto okoli 1105. V prvem se je s sloni, ki podpirajo zgornjo strukturo, opiral na bizantinski ikonografski repertoar, v drugem pa so z naporom ekspresivno upognjenimi atlanti verjetno upoštevali Wiligelmove izkušnje v stolnici v Modeni.
Kar zadeva bronasto ulivanje, imamo primer vrat stolnice v Traniju, ki jih je leta 1119 izdelal Barisano da Trani; vrata so razdeljena na več prizorov z domiselnimi okvirji in z zoomorfnimi okraski, navdihnjenimi z bizantinskimi vzori. Ista tipologija je bila uporabljena na vratih stolnice Ravello in na vratih na severni strani Monrealske stolnice.
Kar se tiče ambona, si je vsekakor treba zapomniti tistega v stolnici v Bitontu, ki ga je navdihnila aachenska. Pomembna značilnost poleg visoke kakovosti izdelave je prisotnost trikotne plošče, ki je na parapetu stopnic, na kateri so upodobljeni švabski cesarji, izklesani v bas reliefu (od leve proti desni Friderik I. Barbarossa, Henrik VI. Hohenstaufen, Friderik II. Hohenstaufen in sin Corrado); ima tudi napis, ki je pod lettorino (HOC · OPVS · / FECIT · NICOLAVS · / SACERDOS · ET · MAGIS / TER · ANNO · MILLESIMO · / DVCENTESIMO · VICESIMO / NONO · ÎDICTIONIS · SECVNDE), iz katerega je mogoče pridobiti datum gradnje, 1229, pa tudi ime arhitekta: Nicolaus Sacerdos et Magister, isti avtor podstavka, na katerem stoji zvonik stolnice v Traniju [4] [5].
- Katedra bazilike San Sabino in Canosa
- Bronasta vrata stolnice v Traniju avtorja Barisana da Tranija
- Ambon sostolnice v Bitontu

## Mozaiki
Umetnost mozaikov v Apuliji je prisotna že od 11. stoletja v stolnici v Bitontu, kjer se spominjajo grifona, najdenega v zgodnjekrščanski cerkvi. Tlaki stolnic v Otrantu, Traniju, Brindisiju in Tarantu so iz druge polovice 12. stoletja.

### Stolnica v Otrantu
Še posebej dobro je ohranjen mozaik v Otrantu, ki ga je med letoma 1163 in 1165 izdelala skupina umetnikov pod vodstvom meniha Pantaleoneja po naročilu nadškofa Gionata. Razpira se vzdolž celotne osrednje ladje, nad prezbiterijem, apsido in kraki transepta, srednjeveška podoba pa je upodobljena z izraznim bogastvom in po občutku grozljive praznine (horror vacui), na katero ne vpliva nepravilnost kosov oz. odsotnost plastičnosti.

### Stolnica v Traniju
V zgornji cerkvi stolnice v Traniju so ostanki velikega mozaičnega poda v predelu prezbiterija; ta je po tehniki, slogu in vsebini v očitni analogiji z mozaikom Otranta. Tehnika je opus sectile v svetlih barvah, dekorativni elementi temeljijo na geometrijskih in rastlinskih motivih. Prizori so vključeni v škatle ali rotae. Navdih za ikonografski repertoar je zelo raznolik in izvira iz srednjeveških bestiarijev (kentaver, grifoni, sirena, lev, slon), iz svetopisemskih besedil (Salomon, David, Adam in Eva) in iz herojskih ciklov (Aleksandar Veliki) z implicitni namen zagotoviti vernikom moralne simbole.
- Mozaična tla stolnice v Otrantu
- Predstavitev Aleksandrovega leta v mozaiku prezbiterija katedrale v Traniju
- Rota s podobami grifonov v mozaiku katedrale v Brindiziju
- Del mozaika v stolnici San Cataldo v Tarantu